# Rio Cătina
O Rio Cătina é um rio da Romênia, afluente do Măcăria, localizado no distrito de Gorj.